# Очищення сільськогосподарських стічних вод
Очищення сільськогосподарських стічних вод — програма управління фермою для контролю забруднення від тваринницьких операцій і поверхневого стоку, який може бути забруднений хімічними речовинами в добривах, пестицидах, тваринницькій рідині, рослинних залишках або зрошувальній воді. Очищення сільськогосподарських стічних вод необхідне для безперервних обмежених тваринницьких операцій, таких як виробництво молока та яєць. Це може бути виконано на установках з використанням механізованих очисних установок, аналогічних тим, що використовуються для промислових стічних вод. Там, де є земля для ставків, відстійники та вибіркові лагуни можуть мати нижчі експлуатаційні витрати в умовах сезонного використання від циклів розмноження чи збору врожаю. :6–8Суспензії для тварин зазвичай обробляють шляхом утримання в анаеробних лагунах перед утилізацією за допомогою розпилення або крапельного нанесення на пасовища. Збудовані водно-болотні угіддя іноді використовуються для полегшення обробки відходів тваринництва.
Неточкове забруднення включає стік відкладень, поживних речовин і пестицидів. Точкові джерела забруднення включають відходи тваринництва, силосний розчин, відходи доїльного залу (молочного тваринництва), відходи забою тварин, воду для миття овочів і пожежну воду. Багато ферм утворюють неточкове забруднення через поверхневий стік, який не контролюється очисними спорудами.
Фермери можуть встановити засоби боротьби з ерозією, щоб зменшити потоки стоку та зберегти ґрунт на своїх полях.:pp. 4-95–4-96 Загальні методи включають контурну оранку, мульчування культур, сівозміну, посадку багаторічних культур і встановлення прибережних буферів.:pp. 4-95–4-96 Фермери також можуть розробити та впровадити плани управління поживними речовинами, щоб зменшити надмірне внесення поживних речовин:pp. 4-37–4-38 і зменшити потенціал забруднення поживними речовинами . Щоб мінімізувати вплив пестицидів, фермери можуть використовувати методи інтегрованої боротьби зі шкідниками (IБШ) (що може включати біологічну боротьбу зі шкідниками), щоб підтримувати контроль над шкідниками, зменшити залежність від хімічних пестицидів і захистити якість води.

## Неточкове забруднення

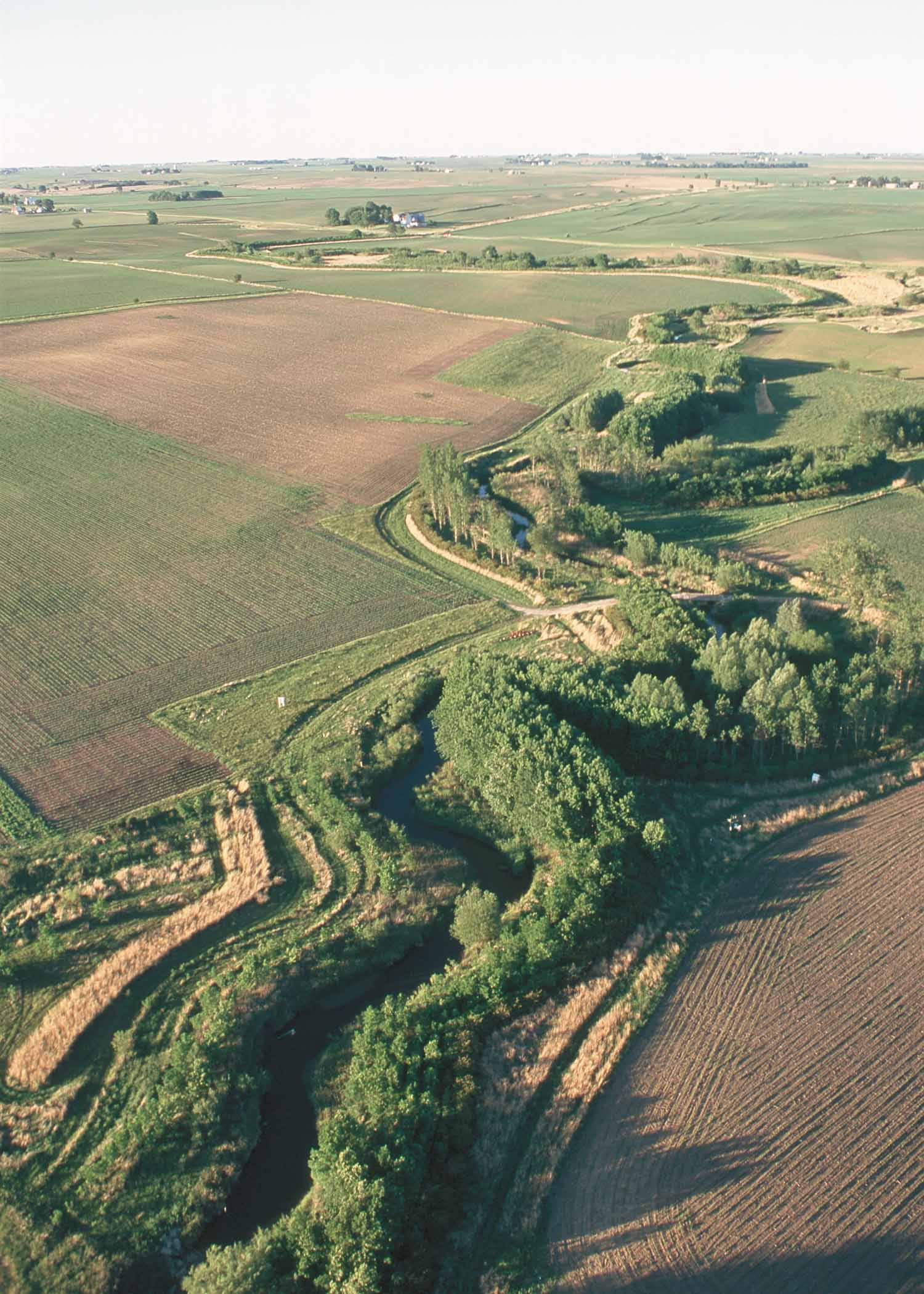
Прибережний буфер вздовж струмка в Айові

Неточкове забруднення з ферм спричинене поверхневим стоком із полів під час злив. Сільськогосподарські стоки є основним джерелом забруднення, у деяких випадках єдиним джерелом у багатьох вододілах.

### Стік наносів

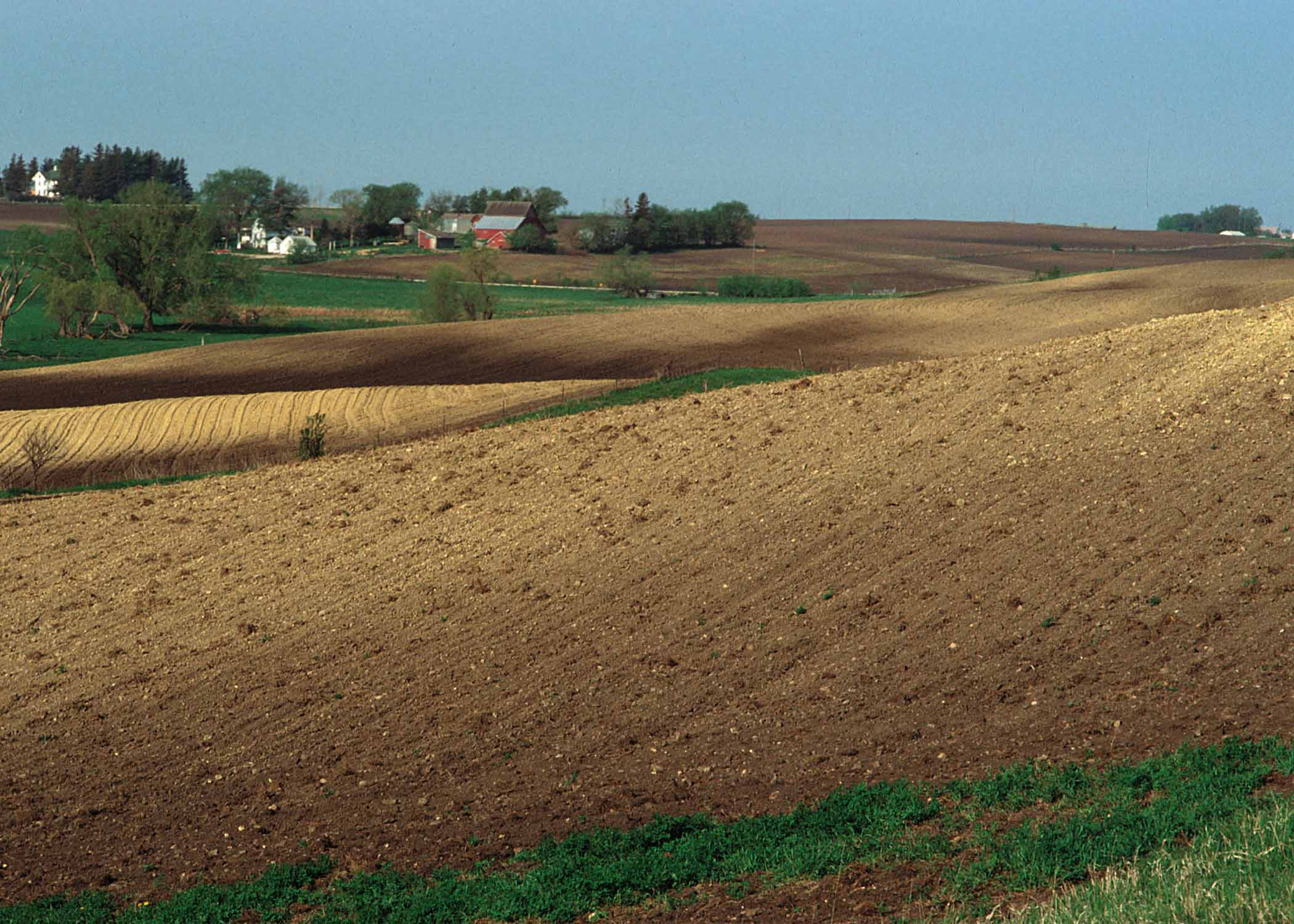
Ґрунти, які сильно піддаються ерозії, на фермі в Айові

Грунт, змитий з полів, є найбільшим джерелом сільськогосподарського забруднення в Сполучених Штатах. Надлишок осаду спричиняє високий рівень каламутності у водоймах, що може пригнічувати ріст водних рослин, закупорювати зябра риби та душити личинок тварин.
Фермери можуть використовувати засоби боротьби з ерозією, щоб зменшити потоки стоку та зберегти ґрунт на своїх полях. Загальні методи включають:
- контурна оранка;[7]
- мульчування культур;[8]
- сівозміна;
- посадка багаторічних культур;
- встановлення прибережних буферів.:pp. 4-95–4-96

### Стік поживних речовин

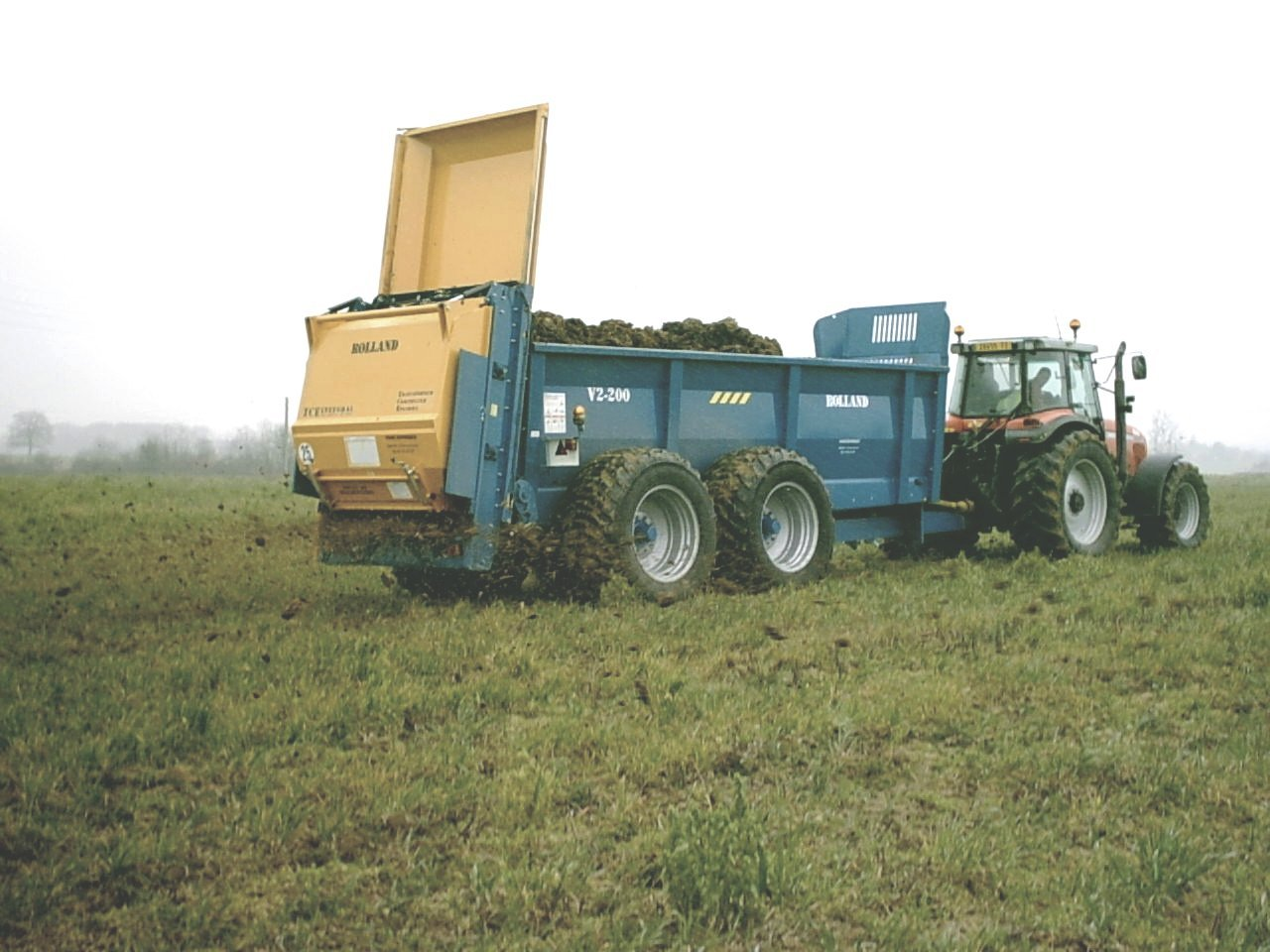
Гноєрозкидач

Азот і фосфор є ключовими забруднювачами, що містяться у стоках, і вони вносяться на сільськогосподарські угіддя кількома способами, наприклад, у вигляді промислових добрив, гною або муніципальних чи промислових стічних вод (стоків) або мулу. Ці хімічні речовини також можуть потрапляти у стік рослинних залишків, зрошувальної води, дикої природи та атмосферних опадів.:p. 2–9
Фермери можуть розробляти та впроваджувати плани управління поживними речовинами для пом'якшення впливу на якість води шляхом:
- картографування та документування полів, видів культур, типів ґрунтів, водойм;
- розробка реалістичних прогнозів урожайності
- проведення аналізів ґрунту та аналізу поживних речовин гною та/або осаду, що вноситься;
- визначення інших значущих джерел поживних речовин (наприклад, зрошувальної води);
- оцінка важливих польових особливостей, таких як сильно ерозійні ґрунти, підповерхневі стоки та неглибокі водоносні горизонти;
- внесення добрив, гною та/або мулу на основі реалістичних цілей урожайності та використання методів точного землеробства.:pp. 4-37–4-38[9]

### Пестициди

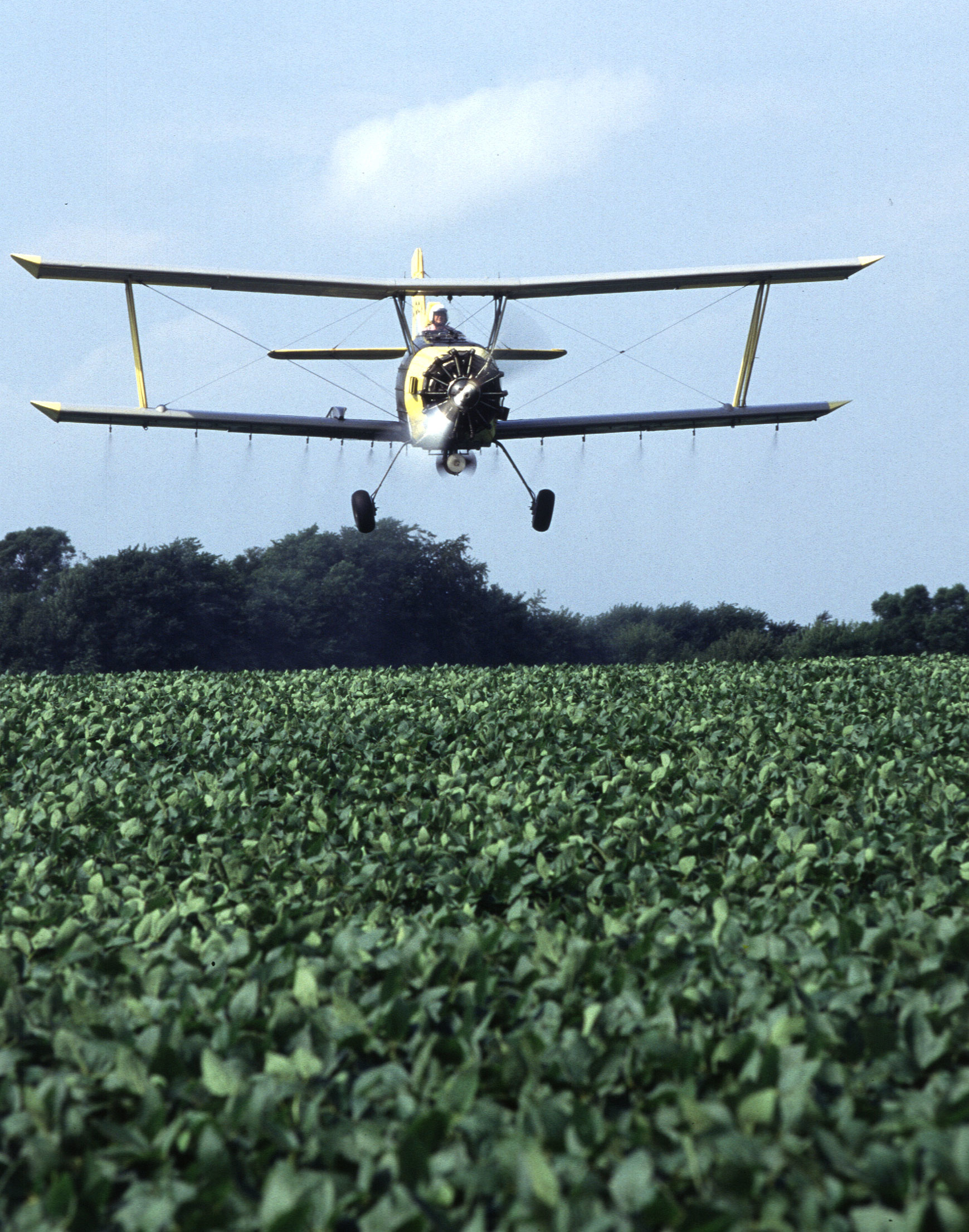
Застосування пестицидами з повітря (обпилення посівів) над соєвим полем у США

Пестициди широко використовуються фермерами для боротьби зі шкідниками рослин і збільшення виробництва, але хімічні пестициди також можуть спричинити проблеми з якістю води. Пестициди можуть з'являтися в поверхневих водах через:
- пряме застосування (наприклад, розпилення з повітря або розсилка над водоймами);
- стік під час дощу;
- повітряний занос (з суміжних полів). :p.2–22

Деякі пестициди також були виявлені в грунтових водах.:p.2–24
Фермери можуть використовувати методи інтегрованої боротьби зі шкідниками (IБШ) (які можуть включати біологічну боротьбу зі шкідниками), щоб підтримувати контроль над шкідниками, зменшити залежність від хімічних пестицидів і захистити якість води.
Існує кілька безпечних способів утилізації надлишків пестицидів, окрім утримання на добре керованих звалищах або спалювання. У деяких частинах світу розпилення на землі є дозволеним методом утилізації. 

## Точкове джерело забруднення та етапи очищення
Ферми з великим розведенням худоби та птахівництва, такі як промислові ферми, можуть бути основним джерелом точкових стічних вод. У Сполучених Штатах ці об'єкти називаються операціями з концентрованої годівлі тварин або операціями з обмеженою годівлею тварин і підпадають під все більшу державну регуляцію.
Було виявлено, що бактерії, стійкі до антибіотиків, проникають у кругообіг води з ферм. 73 % усіх антибіотиків, які використовуються у світі, використовуються у тваринництві. У результаті очисні споруди можуть передати людині бактерії, стійкі до антибіотиків.

### Відходи тваринного походження

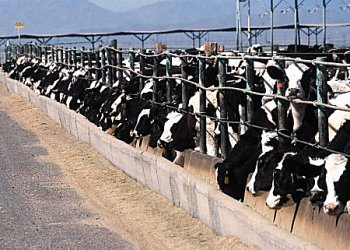
Годівля тварин у замкнених умовах у Сполучених Штатах

Компоненти стічних вод тварин зазвичай містять:
- сильний вміст органіки — набагато сильніше, ніж стічні води людини;
- високу концентрацію твердих речовин;
- високий вміст нітратів і фосфору;
- антибіотики;
- синтетичні гормони;
- часто висока концентрація паразитів і їх яєць;
- спори Cryptosporidium (найпростіших), стійких до процесів очищення питної води;
- спори лямблій;
- патогенні для людини бактерії, такі як Brucella і Salmonella.

Тваринні відходи великої рогатої худоби можуть вироблятися як твердий або напівтвердий гній або рідкий гній. Виробництво гноївки особливо поширене в тваринництві молочного утримання.
Очищення
У той час як купи твердого гною на відкритому повітрі можуть призвести до утворення забруднюючих стічних вод зі стоком, цей тип відходів зазвичай відносно легко обробляти шляхом локалізації та/або покриття купи.
Суспензії для тварин вимагають спеціального поводження і зазвичай обробляються шляхом утримання в лагунах перед утилізацією за допомогою розпилення або крапельного нанесення на пасовища. Збудовані водно-болотні угіддя іноді використовуються для полегшення обробки відходів тваринництва, як і анаеробні лагуни. Надмірне внесення або внесення на зволожену землю або недостатню площу землі може призвести до прямого стоку у водотоки, що може спричинити серйозне забруднення. Застосування суспензій до ґрунту, що перекриває водоносні горизонти, може призвести до прямого забруднення або, частіше, до підвищення рівня азоту у вигляді нітритів або нітратів.
Утилізація будь-яких стічних вод, що містять відходи тваринного походження, вище за течією водозабору питної води може створити серйозні проблеми для здоров'я тих, хто п'є воду через високостійкі спори, присутні у багатьох тварин, які здатні викликати захворювання, що призводять до інвалідності у людей. Цей ризик існує навіть для дуже низького рівня просочування через неглибокі поверхневі дренажі або від дощового стоку.
Деякі гною для тварин обробляють шляхом змішування з соломою та компостування при високій температурі для отримання бактеріологічно стерильного та розсипчастого гною для покращення ґрунту.

#### Відходи свинарства

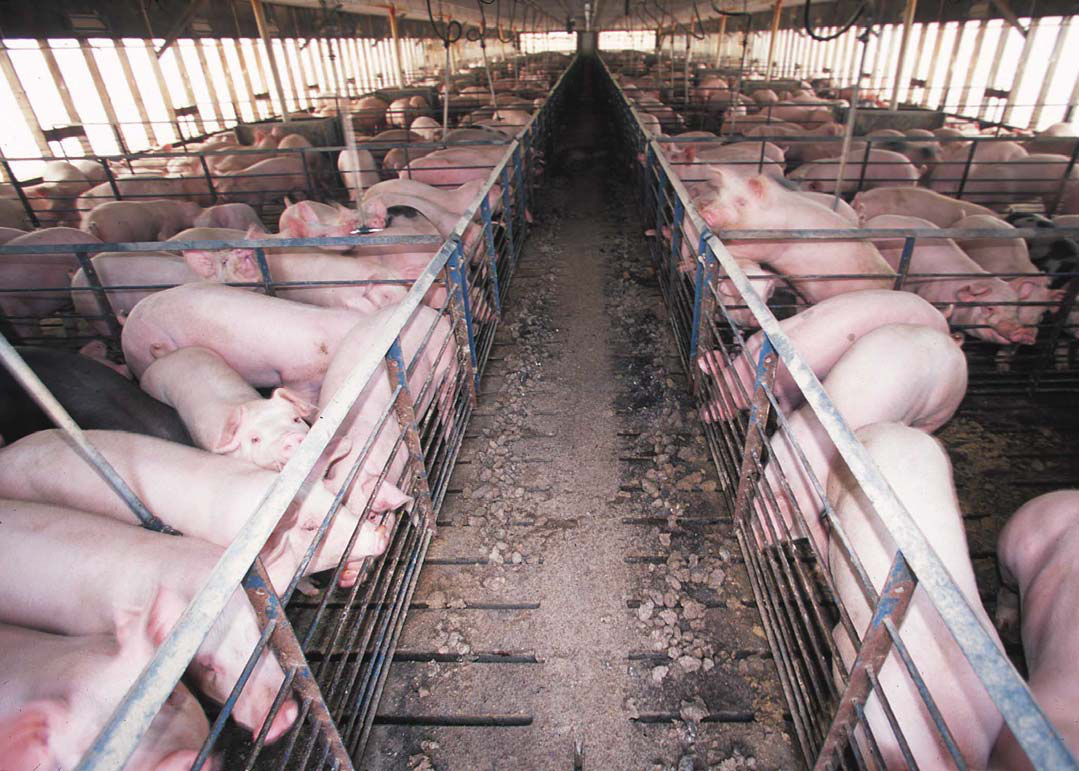
Сарна або свинарник для утримання свиней

Відходи свинарництва можна порівняти з іншими відходами тваринництва та переробляють як звичайні відходи тваринництва, за винятком того, що багато відходів свинарництва містять підвищений рівень міді, яка може бути токсичною в природному середовищі. Рідку фракцію відходів часто відокремлюють і повторно використовують у свинарнику, щоб уникнути непомірно дорогих витрат на утилізацію багатої міддю рідини. Глисти аскариди та їх яйця також часто зустрічаються у відходах свинарства і можуть заразити людей, якщо очищення стічних вод неефективне.

### Силосний розчин
Зі свіжої або зів'ялої трави чи інших зелених культур можна зробити напівферментований продукт, званий силосом, який можна зберігати та використовувати як зимовий корм для великої рогатої худоби та овець. Виробництво силосу часто передбачає використання кислотних кондиціонерів, таких як сірчана або мурашина кислота. У процесі виготовлення силосу часто утворюється жовто-коричнева рідина з різким запахом, яка дуже багата простими цукрами, спиртом, коротколанцюговими органічними кислотами та кондиціонером для силосування. Цей лікер є одним із найбільш забруднюючих органічних речовин. Обсяг виробленого силосного розчину зазвичай пропорційний вмісту вологи в силосованому матеріалі.
Очищення
Силосний розчин найкраще обробляти за допомогою профілактики, в'яляючи культури задовго до приготування силосу. Будь-який отриманий силосний розчин можна використовувати як частину корму для свиней. Найефективнішою обробкою є утримання в лагуні для гною та подальше розкидання на землі після значного розведення гною. Зберігання силосного розчину само по собі може спричинити структурні проблеми в бетонних ямах через кислу природу силосного розчину.

### Відходи доїльного залу (молочного тваринництва).
Незважаючи на те, що молоко є важливим харчовим продуктом, його присутність у стічних водах дуже забруднює довкілля через його органічну силу, що може призвести до дуже швидкої деоксигенації води, що приймає. Відходи доїльних залів також містять великі об'єми промивної води, деякі відходи тваринного походження разом із хімікатами для чищення та дезінфекції.
Очищення
Відходи доїльних залів часто обробляються в суміші зі стічними водами людини на місцевих очисних спорудах. Це гарантує, що дезінфікуючі та чистячі засоби достатньо розведені та піддаються обробці. Стікання стічних вод доїння в лагуну для гною на фермі є можливим варіантом, хоча це, як правило, дуже швидко споживає ємність лагуни. Розкидання землі також є варіантом лікування. 

### Відходи забою
Стічні води від забійних робіт подібні до відходів доїльних залів (див. вище), хоча значно сильніші за своїм органічним складом і, отже, потенційно набагато забруднюючі.
Очищення
Щодо відходів доїльного залу (див. вище).

### Вода для миття овочів
При миття овочів утворюється велика кількість води, забрудненої землею та шматочками овочів. Низькі рівні пестицидів, які використовуються для обробки овочів, також можуть бути присутні разом із помірними рівнями дезінфікуючих засобів, таких як хлор.
Очищення
Більшість вод для миття овочів інтенсивно переробляються з видаленням твердих частинок шляхом відстоювання та фільтрації. Відновлений ґрунт можна повернути на землю.

### Пожежна вода
Незважаючи на те, що небагато ферм планують пожежі, пожежі на фермах трапляються частіше, ніж на багатьох інших промислових підприємствах. Запаси пестицидів, гербіцидів, мазуту для сільськогосподарської техніки та добрив можуть сприяти виникненню пожежі, і все це може бути присутнім у смертельній для навколишнього середовища кількості у пожежній воді від гасіння пожеж на фермах.
Очищення
Усі плани управління навколишнім середовищем ферми повинні передбачати стримування значної кількості пожежної води та її подальше відновлення та утилізацію спеціалізованими компаніями з утилізації. Концентрація та суміш забруднень у пожежній воді робить її непридатною для будь-якого методу очищення, доступного на фермі. У минулому навіть розповсюдження на землі створювало серйозні проблеми зі смаком і запахом для водопровідних компаній, розташованих нижче за течією.